# Fagraholms göl
Fagraholms göl är en sjö i Uppvidinge kommun i Småland och ingår i Alsteråns huvudavrinningsområde.